# Snap (musique)
Pour les articles homonymes, voir Snap.
Genres associés
Trap
Le snap est un sous-genre de hip-hop ayant émergé à la fin des années 1990 dans le Sud des États-Unis, en particulier à Bankhead, Atlanta. Le crunk est considéré par la presse spécialisée comme « le prédécesseur du snap,. » Les premiers artistes du genre incluent D4L, Dem Franchize Boys, et K-Rab.
Les chansons font habituellement usage d'une grosse caisse 808, d'une caisse claire, et d'une ligne de basses, notamment. Les chansons incorporent également des sifflements. Des titres à succès incluent notamment Do It to It de Cherish, Lean Wit It, Rock Wit It des Dem Franchize Boys, Snap Yo Fingers de Lil Jon, Laffy Taffy de D4L, Ya Lil (Al Anisa Farah) de Ramage, It's Goin' Down de Yung Joc et Crank That (Soulja Boy) de Soulja Boy Tell 'Em.

## Histoire
Le snap trouve ses origines à Atlanta en Géorgie à la fin des années 1990 avec les artistes D4L , Dem Franchize Boyz et K-Rab. Un morceau de snap comprend généralement une ligne de basse minimaliste produite par un synthétiseur, une grosse caisse, un charleston, des claquements de doigts en remplacement de la caisse claire, le tout sur un tempo assez lent. Musique festive, sans message particulier, à part faire danser, le snap est très présent les boîtes de nuit du sud des États-Unis (principalement à Atlanta).

## Polémiques
Le snap a été très critiqué par le mouvement « Hip Hop Is Dead ». Le rappeur Ghostface Killah utilisera le titre Laffy Taffy des D4L comme symbole du mouvement, dans le titre The Champ, extrait de l’album Fishcale, (« Y'all stuck on Laffy Taffy/Wonderin': how'd y'all niggas get past me? »). Nas critique également le premier single du groupe Dem Franchize Boyz, In My White Tee, sur le titre Hip Hop Is Dead, extrait de l'album éponyme (Oh I think they like me, in my white tee'/You can't ice me, we here for life, B.
Smoke du groupe Field Mob a visé les deux groupes quand on lui a demandé si le hip-hop était mort : « Bien sûr que le hip-hop est mort, et je vais vous dire qui l’a tué… D4L et Dem Franchize Boyz ».